# EQUULEUS
EQUULEUS (Космический корабль EQUIlibriUm Lunar-Earth point 6U) — наноспутник формата 6U CubeSat, который будет измерять распределение плазмы, окружающей Землю (плазмосферу), чтобы помочь ученым понять радиационную обстановку в этом регионе.  Он также продемонстрирует методы управления траекторией с малой тягой, такие как множественные облеты Луны, в районе Земли-Луны с использованием водяного пара в качестве топлива. Космический корабль был спроектирован и разработан совместно Японским агентством аэрокосмических исследований (JAXA) и Токийским университетом.
EQUULEUS был одним из десяти кубсатов, запущенных вместе с миссией Artemis 1 на гелиоцентрическую орбиту в окололунном пространстве во время первого полета Space Launch System, который состоялся 16 ноября 2022 года. 17 ноября 2022 года Японское аэрокосмическое исследовательское агентство (JAXA) сообщило, что EQUULEUS успешно отделился 16 ноября 2022 года и был подтвержден его нормальная работа 16 ноября 2022 года в 13:50 по UTC. EQUULEUS снял Зеленую комету C/2022 E3 (ZTF) в феврале 2023 года.

## Обзор
Картографирование плазмосферы вокруг Земли может дать важные знания для защиты как людей, так и электроники от радиационного повреждения во время длительных космических путешествий. Он также продемонстрирует техники управления траекторией с низким тяговым усилием, такие как множественные лунные пролеты, в пределах точек Лагранжа Земля-Луна (EML). Миссия продемонстрирует, что отход от EML может перевести на различные орбиты, такие как орбиты Земли, орбиты Луны и межпланетные орбиты, с небольшим количеством орбитального контроля. EQUULEUS оснащён 2-мя развертываемыми солнечными панелями и литиевыми батареями.
Миссия будет контролироваться с японской антенны глубокого космоса (64-метровая антенна и 34-метровая антенна) при поддержке DSN (Deep Space Network) из Jet Propulsion Laboratory (JPL). Главный исследователь - профессор Хашимото из Японского аэрокосмического исследовательского агентства (JAXA). Миссия названа в честь созвездия Equuleus.

## Двигатель
| Водяные двигатели    | Единица/производительность |
| -------------------- | -------------------------- |
| Топливо              | Вода                       |
| Тяга                 | 2 - 4 mN                   |
| Удельный импульс     | >70 секунд                 |
| Накопленное давление | < 100 кПа                  |
| Мощность             | 12 – 15 ваттов             |
| Масса воды           | 1.2 кг                     |
| Общий Delta-V        | 70 м/с                     |

Система движения, называемая AQUARIUS, использует 8 водяных двигателей, которые также используются для контроля ориентации (ориентации) и управления моментом. Космический аппарат несет 1.2 кг воды, и полная система движения занимает около 2.5 блоков из общего объема космического аппарата в 6 блоков. Тепловые отходы от компонентов связи используются для помощи предварительному нагревателю в системе производства водяного пара. Вода нагревается до 100 °C (212 °F) на предварительном нагревателе. Водяные двигатели AQUARIUS' производят общую тягу 4.0 mN, удельный импульс (Isp) 70 секунд и потребляют около 20 ватт мощности. Перед своим полетом на EQUULEUS, AQUARIUS был впервые протестирован на CubeSat AQT-D в 2019 году.

## Научная полезная нагрузка

Некоторые инструменты EQUULEUS названы в честь созвездий, соседних с Equuleus.

### PHOENIX
Научная нагрузка EQUULEUS включает в себя небольшой УФ-изображатель под названием PHOENIX (Plasmaspheric Helium ion Observation by Enhanced New Imager in eXtreme ultraviolet), который будет работать на длинах волн высокоэнергетического экстремального ультрафиолета. Он состоит из входного зеркала диаметром 60 мм и устройства для подсчета фотонов. Отражательность зеркала оптимизирована для линии излучения иона гелия (длина волны 30,4 нм), который является соответствующим компонентом плазмосферы Земли. Благодаря полету далеко от Земли, телескоп PHOENIX предоставит глобальное изображение плазмосферы Земли и внесет свой вклад в ее пространственное и временное развитие.

### DELPHINUS
DELPHINUS (DEtection camera for Lunar impact PHenomena IN 6U Spacecraft), или DLP в кратком виде, - это камера, подключенная к телескопу PHOENIX для наблюдения за лунными ударными вспышками и близкоземными астероидами (NEO), а также потенциальными астероидами во время нахождения в точке Лагранжа Земля-Луна (L2) гелиоцентрической орбите. Теоретически, NEO, приближающиеся к Земле, могут на короткое время попасть в гравитационный колодец Земли, и хотя с точки зрения орбитальной механики движение объекта все еще сосредоточено вокруг Солнца, для наблюдателя на Земле он будет двигаться так, как будто он является спутником планеты. Один из примеров такого объекта - 2006 RH120, который орбитал вокруг Земли в 2006-2007 годах. Если будет обнаружена NEO, с которой можно совершить сближение EQUULEUS, кубсат попытается выполнить пролёт. Этот полезный груз занимает около 0,5 единиц из общего объема в 6 единиц. Результаты будут способствовать оценке рисков для будущей инфраструктуры или человеческой деятельности на лунной поверхности.

### CLOTH
Инструмент под названием CLOTH (Cis-Lunar Object detector within THermal insulation) будет обнаруживать и оценивать поток ударов метеороидов в межлунном пространстве с помощью детекторов пыли, установленных на внешней стороне космического аппарата. Целью этого инструмента является определение размера и пространственного распределения твердых объектов пыли в межлунном пространстве. CLOTH использует многослойную изоляцию (MLI) космического аппарата в качестве детектора, тем самым реализуя счетчик пыли, подходящий для массово-ограниченных CubeSat. Это будет первый инструмент, который измерит пылевую среду точки Лагранжа L2 Земля–Луна и будет стремиться раскрыть происхождение пыли, а также провести оценку риска частиц пыли точки L2 в предвидении будущей пилотируемой миссии. CLOTH будет различать пыль точки L2 (вероятно, происходящую от мини-лун) от спорадической пыли по разнице в их скорости удара.

## См. Также
- Артемида-1
- Система Космических Запусков